# Amata stelotis
Amata stelotis är en fjärilsart som beskrevs av Edward Meyrick 1886. Amata stelotis ingår i släktet Amata och familjen björnspinnare. Inga underarter finns listade i Catalogue of Life.